# Ugo Poggi
Ugo Poggi (Firenze, 1929 – Firenze, 26 febbraio 2008) è stato un imprenditore e dirigente sportivo italiano, presidente della ACF Fiorentina nel 2002.

## Biografia
Fu vicepresidente dei Viola negli anni novanta, ottenendo la presidenza il 12 febbraio 2002, subentrando all'imprenditore fiorentino, carica ricoperta fino al 5 aprile dello stesso anno, prima di cedere la carica a Ottavio Bianchi.